# Broughton, Milton Keynes
Broughton är en ort i civil parish Broughton and Milton Keynes, i kommunen Milton Keynes i Storbritannien. Den ligger i grevskapet Buckinghamshire och riksdelen England, i den södra delen av landet, 70 km nordväst om huvudstaden London. Denna civil parish hade 10 602 invånare år 2021. Byn nämndes i Domedagsboken (Domesday Book) år 1086, och kallades då Brotone.